# Верхолинская волость

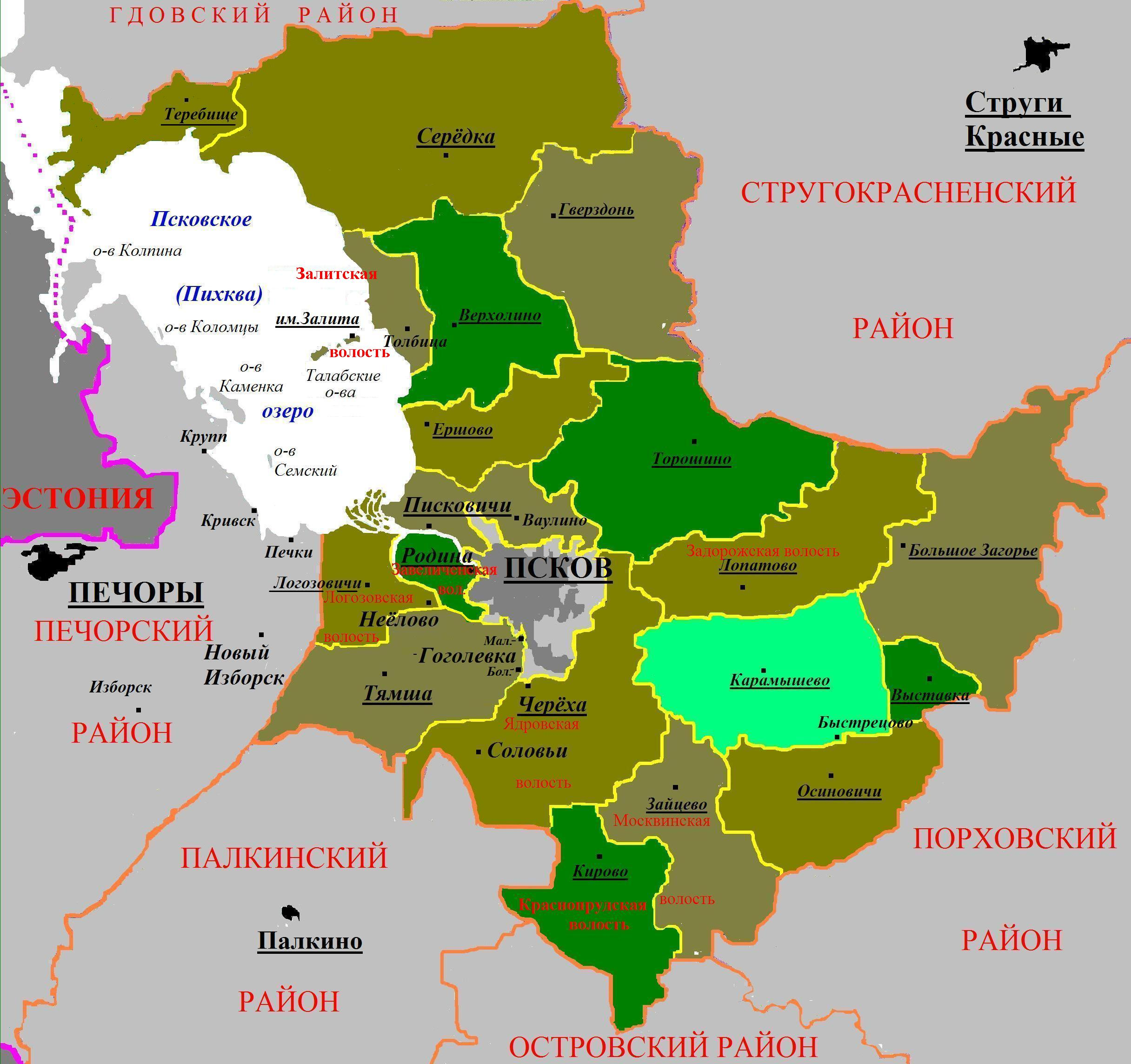
Административное деление Псковского района (2005)

Верхолинская волость — административно-территориальная единица 3-го уровня в составе Псковского района Псковской области РФ, существовавшая в 1995—2009 годах. В 2009 году волость была упразднена в пользу сельского поселения «Серёдкинская волость».

## Предыстория и Верхолинский сельсовет
В составе Псковского уезда Псковской губернии на момент 1914 года существовала Остенская волость с центром в деревне Большая Остенка (ныне слилась с д. Ершово) на территории современной Ершовской волости, южной части Серёдкинской волости и межселенной территории Талабских (Залитских) островов. Затем Остенская волость вошла в состав укрупнённой Псковской волости Псковского уезда Псковской губернии РСФСР.
Постановлением Президиума ВЦИК РСФСР от 1 августа 1927 года в составе новообразованного Псковского района были образованы Великопольский (д. Великое Поле), Лиховский (д. Лихово) и Ольгинопольский (Ольгино Поле) сельсоветы. Указом Президиума Верховного совета РСФСР от 16 июня 1954 года Великопольский, Лиховский и Ольгинопольский сельсоветы были объединены в Верхолинский сельсовет (д. Верхолино).

## Верхолинская волость
Постановлением Псковского областного Собрания депутатов от 26 января 1995 года территории сельсоветов были переименованы в волости, в том числе Верхолинский сельсовет был переименован в Верхолинскую волость. В 2005 году, согласно Закону Псковской области «Об установлении границ и статусе вновь образуемых муниципальных образований на территории Псковской области» от 28 февраля 2005 года № 420-ОЗ, в связи с упразднением Залитской волости две континентальные деревни (Толбица и Мешоколь) были переданы в состав Верхолинской волости.

## Население
Численность населения Верхолинской волости по переписи населения 2002 года составила 932 жителя (по оценке на начало 2001 года — 978(1055 чел) жителей).

## Населённые пункты
Список населённых пунктов Верхолинской волости в 1995—2009 гг., включая присоединённые в 2005 году деревни Толбица и Мешоколь:
| #  | деревня              | 2000 г., чел. |
| -- | -------------------- | ------------- |
| 1  | Андреховщина         | 8             |
| 2  | Большая Каменка      | 0             |
| 3  | Бубнево              | 1             |
| 4  | Васцы                | 1             |
| 5  | Великое Поле         | 56            |
| 6  | Верхолино            | 392           |
| 7  | Выслово              | 6             |
| 8  | Голова               | 20            |
| 9  | Дубно                | 0             |
| 10 | Егорьевщина          | 20            |
| 11 | Елизарово            | 25            |
| 12 | Ерехново             | 21            |
| 13 | Заборовка            | 44            |
| 14 | Заклинье             | 5             |
| 15 | Замельничье          | 32            |
| 16 | Замошье              | 2             |
| 17 | Заорово              | 9             |
| 18 | Заручевье            | 6             |
| 19 | Ивановицы            | 4             |
| 20 | Иванщина             | 3             |
| 21 | Калачево             | 2             |
| 22 | Котятино             | 20            |
| 23 | Крюково              | 7             |
| 24 | Ладыговщина          | 13            |
| 25 | Леоново              | 5             |
| 26 | Лизово               | 5             |
| 27 | Лихово               | 3             |
| 28 | Маслогостицы         | 4             |
| 29 | Монастырёк           | 6             |
| 30 | Мухино               | 25            |
| 31 | Нароново             | 19            |
| 32 | Новое Поле           | 16            |
| 33 | Ольгино Поле         | 9             |
| 34 | Погорелка            | 0             |
| 35 | Поддубье             | 0             |
| 36 | Подлипье             | 15            |
| 37 | Постоево             | 3             |
| 38 | Пружинник            | 6             |
| 39 | Рогово               | 7             |
| 40 | Слобода              | 2             |
| 41 | Стороп               | 7             |
| 42 | Стрижки              | 0             |
| 43 | Сухлово              | 14            |
| 44 | Тавлово              | 54            |
| 45 | Теребище             | 21            |
| 46 | Углы                 | 9             |
| 47 | Хайлово              | 3             |
| 48 | Чернево              | 10            |
| 49 | Чужбино              | 25            |
| 50 | Шемяково             | 7             |
| 51 | Мешоколь (с 2005 г.) | 20            |
| 52 | Толбица (с 2005 г.)  | 57            |

В соответствии с поправками к Закону Псковской области «Об установлении границ и статусе вновь образуемых муниципальных образований на территории Псковской области» от 5 ноября 2009 года (№ 911-ОЗ) все деревни упразднённой Верхолинской волости вошли в состав Серёдкинской волости.